# Sojuz TMA-08M
Sojuz TMA-08M è stato un volo astronautico verso la Stazione Spaziale Internazionale (ISS) e parte del programma Sojuz ed è il 117° volo con equipaggio della navetta Sojuz dal primo volo avvenuto nel 1967. La Sojuz è rimasta agganciata alla stazione spaziale fino alla fine della Expedition 36, in modo da poter essere usata come veicolo di emergenza.
La Sojuz TMA-08M ha utilizzato il nuovo profilo di missione sviluppato dalla Agenzia Spaziale Russa (RKA) che ha permesso di raggiungere la stazione spaziale in 6 ore. Il profilo era già stato testato con la Progress M-16M e Progress M-17M al posto del classico rendevous di due giorni, permettendo così ai membri dell'equipaggio di giungere a bordo della Stazione spaziale internazionale in un tempo minore a quello di un volo transatlantico.

## Equipaggio
| Ruolo               | Equipaggio                                             | Equipaggio                                             |
| ------------------- | ------------------------------------------------------ | ------------------------------------------------------ |
| Comandante          | Pavel Vinogradov, Roscosmos Expedition 35 Terzo volo   | Pavel Vinogradov, Roscosmos Expedition 35 Terzo volo   |
| Ingegnere di volo 1 | Aleksandr Misurkin, Roscosmos Expedition 35 Primo volo | Aleksandr Misurkin, Roscosmos Expedition 35 Primo volo |
| Ingegnere di volo 2 | Christopher Cassidy, NASA Expedition 35 Secondo volo   | Christopher Cassidy, NASA Expedition 35 Secondo volo   |

### Equipaggio di riserva
| Ruolo               | Equipaggio                   | Equipaggio                   |
| ------------------- | ---------------------------- | ---------------------------- |
| Comandante          | Oleg Kotov, Roscosmos        | Oleg Kotov, Roscosmos        |
| Ingegnere di volo 1 | Sergej Rjazanskij, Roscosmos | Sergej Rjazanskij, Roscosmos |
| Ingegnere di volo 2 | Michael Hopkins, NASA        | Michael Hopkins, NASA        |